# Erozja boczna
Erozja boczna – rozmywanie brzegów przez wodę płynącą. Najsilniej zaznacza się w środkowym odcinku biegu rzeki, potęgowana przez siłę Coriolisa - na półkuli północnej mocniej podcina brzegi prawe, doprowadza do tworzenia się meandrów, wypukłego i wklęsłego brzegu oraz równiny nadrzecznej terasy zalewowej.
Jest spowodowany głównie przez ruch wirowy wody. Polega na podcinaniu lub podmywaniu brzegów spowodowane nierównomiernym nurtem rzecznym. Woda podmywa brzegi wklęsłe, natomiast na brzegu wypukłym odkłada posegregowany materiał: żwir i gruby piasek.
Efekty: obrywanie się materiału skalnego i ziemnego; przesunięcie ściany brzegu oraz dostawa nowego rumowiska do koryta potoku. Często następuje również odcięcie meandra. Teren odcięty staje się zwykle nieużytkiem, długość rzeki zmniejsza się, co powoduje wzrost jej spadku. Ponadto powstają meandry (zakola rzeczne), starorzecza (meandry odcięte od głównej rzeki wałem ziemi (groblą), łachy (wyspy rzeczne), niszczenie brzegów. Duże tempo erozji bocznej wiąże się z krętymi korytami.
Erozję boczną częściej można spotkać m.in. w Beskidach, niż w Tatrach.